# Kakerdaja mose
Kakerdaja raba (mose) er en mose i Albu Vald, Järvamaa i Estland. Den ligger Epu-Kakerdi vådområde og er omfattet af Kõrvemaa maastikukaitseala (Kõrvemaa landskabsbeskyttelsesområde).
I mosen findes talrige åbne vandhuller. Midt i mosen ligger Kakerdi järv (Karerdi sø), med et areal på 6,7 hektar. Mosen har navn efter søen, der i folkemunde kaldes Kakerdaja.
Kakerdaja raba tilhører Epu-Kakerdi tørvemose. I mosekomplekset forekommer tørveudvinding, men ikke Kakerdaja raba.

## Galleri
- Morgen i Kakerdaja raba
- Panorama fra Kakerdaja raba
- RMK natursti i Kakerdaja raba
- Hjejle på Kakerdaja raba natursti (plankesti)
- Kakerdaja raba om vinteren
- Kakerdi sø i Kakerdaja raba (mose)